# Gourmet Detective
Gourmet Detective è una serie di film per la televisione con protagonisti Dylan Neal e Brooke Burns.

## Trama
Henry Ross è un famoso consulente culinario a San Francisco. Quando avviene un omicidio al ristorante a cinque stelle di un suo amico, Henry collabora con la detective della polizia Maggie Price per risolvere il caso.

## Episodi
| n° | Titolo originale                            | Titolo italiano       | Prima TV originale | Prima TV Italia  |
| -- | ------------------------------------------- | --------------------- | ------------------ | ---------------- |
| 1  | Gourmet Detective                           | Gourmet Detective     | 16 maggio 2015     | 17 febbraio 2017 |
| 2  | Gourmet Detective: A Healthy Place to Die   | La morte è servita    | 2 agosto 2015      | 24 febbraio 2017 |
| 3  | Death Al Dente: A Gourmet Detective Mystery | Delitto al dente      | 9 ottobre 2016     | 3 marzo 2017     |
| 4  | Gourmet Detective: Eat, Drink and Be Buried | Mangia, bevi, muori   | 8 ottobre 2017     | 23 maggio 2018   |
| 5  | Gourmet Detective: Roux the Day             | Il manuale dello chef | 19 gennaio 2020    | 7 settembre 2021 |